# Roman Maniewski
Roman Maniewski (ur. 31 lipca 1938 w Warszawie) – polski cybernetyk i inżynier biomedyczny. Profesor nauk technicznych, członek rzeczywisty Polskiej Akademii Nauk.

## Życiorys
W 1962 ukończył studia na Wydziale Elektrycznym Politechniki Warszawskiej i w tym samym roku rozpoczął pracę w Instytucie Cybernetyki Stosowanej, tam w 1973 uzyskał stopień doktora nauk technicznych. Od roku 1975 pracuje w Instytucie Biocybernetyki i Inżynierii Biomedycznej Polskiej Akademii Nauk. W latach 1993–2008 pełnił funkcję kierownika Zakładu Biopomiarów i Bioregulacji IBIB PAN.
W 2002 został członkiem korespondentem, w 2016 członkiem rzeczywistym Polskiej Akademii Nauk. W latach 2011–2020 pełnił funkcję Przewodniczącego Komitetu Biocybernetyki i Inżynierii Biomedycznej PAN. W roku 2020 został wybrany na Honorowego Przewodniczącego Komitetu.
Jest też członkiem International Academy for Medical and Biological Engineering. Był organizatorem i wieloletnim (1999-2013) Prezesem Polskiego Towarzystwa Inżynierii Biomedycznej.
W kadencji 2011-2014 pełnił funkcję wiceprzewodniczącego Rady Naukowej Instytutu Podstawowych Problemów Techniki PAN, w latach 2015-2019 pełnił funkcję wiceprzewodniczącego Rady Naukowej IBIB PAN. 
Jest autorem bądź współautorem ponad 300 prac z zakresu inżynierii biomedycznej, współautorem 5 monografii naukowych i członkiem komitetu redakcyjnego 10. tomowej monografii Inżynieria Biomedyczna – Podstawy i Zastosowania, publikowanej staraniem Komitetu Biocybernetyki i Inżynierii Biomedycznej PAN. W swoich pracach zajmuje się biocybernetyką i zastosowaniami inżynierii biomedycznej w diagnostyce medycznej, opracował metodę biomagnetycznego pomiaru objętości serca oraz metodę pomiaru aktywności serca za pomocą elektro- i magnetokardiografii o wysokiej rozdzielczości, zajmował się też wykorzystaniem metody laserowo-dopplerowskiej i spektroskopii bliskiej podczerwieni w obrazowaniu ukrwienia i utlenowania tkanek, np. mózgu.
Profesor Maniewski wypromował 8 doktorantów, a 4 z nich obroniło prace z wyróżnieniem. Był kierownikiem bądź głównym wykonawcą 23 projektów naukowych w tym 6 projektów realizowanych w ramach współpracy międzynarodowej. Pełnił funkcje członka Komitetów Redakcyjnych czasopism: Opto-Electronics Review, Biocybernetics and Biomedical Engineering, Biuletynu Nauk Technicznych PAN, Inżynieria Biomedyczna.
W 1990 został odznaczony Złotym Krzyżem Zasługi, w 2000 Krzyżem Kawalerskim, a w 2018 Krzyżem Oficerskim Orderu Odrodzenia Polski.